# 乌里克市镇
乌里克市镇（俄语：Уриковское муниципальное образование）是俄罗斯联邦伊尔库茨克州伊尔库茨克区所属的一个市镇。其下辖有9个居民点，行政中心为乌里克。据2016年统计，该市镇的人口为9987人。